# Tadeusz Wróbel (profesor)
Tadeusz Wróbel (ur. 14 listopada 1926 w Borysławiu, zm. 9 listopada 2012 w Warszawie) – polski inżynier elektronik, prof. dr hab. inż. Wojskowej Akademii Technicznej, pułkownik Wojska Polskiego

## Życiorys
Urodził się w rodzinie właściciela firmy odlewniczej Jakuba Wróbla i Eugenii ze Stafińskich. Po ukończeniu szkoły podstawowej w 1939 zdał egzaminy do gimnazjum, ale po wkroczeniu Armii Czerwonej i wprowadzeniu radzieckiego modelu szkolnictwa rozpoczął naukę w szkole średniej. W 1941 po wkroczeniu hitlerowców zamieszkał na wsi, gdzie pracował fizycznie, a następnie powrócił do Borysławia, gdzie podjął pracę w warsztacie elektromechanicznym jako uczeń elektromonter. Po ponownym wkroczeniu Armii Czerwonej i przywróceniu władzy radzieckiej ukończył dziewiątą klasę. Latem 1945 razem z przesiedleńcami przyjechał na Górny Śląsk. Pracował w warsztacie elektromechanicznym w Katowicach, a wieczorowo uczęszczał na tzw. zerowy kurs Politechniki Śląskiej. W 1947 zdał egzamin maturalny w zabrzańskim Państwowym Liceum Męskim i rozpoczął studia na Wydziale Elektrycznym Politechniki Śląskiej, w 1950 otrzymał powołanie do służby wojskowej, podczas której postanowił ze służbami mundurowymi związać swój przyszły los. Początkowo przeszedł szkolenie w Oficerskiej Szkole Łączności Radiowej w Zegrzu, po awansie do stopnia porucznika rozpoczął pracę w Szefostwie Wojsk Łączności jako odbiorca-kontroler sprzętu. Od lipca 1951 był zatrudniony jako kierownik Laboratorium Instalacji Elektrycznych Pojazdów Mechanicznych i Konstrukcji Czołgów Wojskowej Akademii Technicznej. W 1952 przedstawił na Politechnice Śląskiej inżynierską pracę dyplomową, jego promotorem był prof. Zygmunt Gorgolewski. Od 1954 przez dwa lata wykładał w Katedrze Elektrotechniki, w 1956 obronił pracę magisterską, a następnie był docentem kontraktowym. W 1962 został starszym wykładowcą i rozpoczął prace badawcze dotyczące optymalizacji konstrukcji maszyn elektrycznych induktorowych o większej częstotliwości. Pod koniec 1964 przedstawił pracę doktorską i uzyskał stopień doktora nauk technicznych, a następnie prowadził badania nad prądnicami tachometrycznymi, opracował modele o zmniejszonych pulsacjach napięcia – unipolarne i indukcyjne o wyjściu stałoprądowym. Od 1968 do przejścia w stan spoczynku pełnił funkcję kierownika Zakładu Elektromaszynowych Elementów Automatyki, w 1969 przez rok był zastępcą kierownika Katedry Elementów Magnetycznych i Urządzeń Elektrycznych, następnie przez rok kierownikiem i od 1972 przez dziewięć lat ponownie zastępcą kierownika. Od 1972 przez dwa lata pełnił funkcję prodziekana do spraw szkolenia w Wydziale Elektroniki, w listopadzie 1977 zakończył przewód habilitacyjny i uzyskał tytuł naukowy doktora habilitowanego, rok później otrzymał etat docenta mianowanego. Pomimo przejścia w stan spoczynku w stopniu pułkownika w 1991 pozostał czynny zawodowo, w tym samym roku został profesorem nadzwyczajnym, a w marcu 1992 uzyskał tytuł naukowy profesora nauk technicznych. W 1994 uzyskał tytuł profesora zwyczajnego, pracę na uczelni zakończył w 2000.
Spoczywa na Cmentarzu Komunalnym Północnym w Warszawie (kw. W-II-13, rząd 3, grób 18).

## Dorobek naukowy
Dorobek naukowy obejmuje 166 prac, wśród nich 14 skryptów akademickich, 5 książek naukowo-technicznych i 9 zawierających wspomnienia oraz liczne artykuły w czasopismach naukowych i periodykach wydawanych przez uczelnie techniczne.
- Książki wspomnieniowe:
  - Borysławskie retrospekcje /1998/ i /2000/;
  - Na studiach (Ze wspomnień ekspatrianta) /2000/;
  - 40 lat 8 miesięcy i 10 dni Część I. /1999/;
  - 40 lat 8 miesięcy i 10 dni Część II. /2001/;
  - Po pożegnaniu z bronią /2002/;
  - Borysław płacze /2002/;
  - Borysław nie śmieje się /2003/;
  - Przystanek Gliwice (Dalsze losy chłopca z Borysławia) /2004/;
  - Sekcja szachowa AZS Gliwice /2009/.

### Członkostwo
- Rada Naukowa Senatu WAT 1972-1974;
- Rada Naukowa Wydziału Elektroradiotechnicznego WAT 1968-1970;
- Rada Naukowa Wydziału Elektroniki WAT 1972-1974, 1979-2012;
- Rada Naukowa Instytutu Elektrotechniki w Warszawie 1972-1975;
- Rada Naukowa Sekcji Maszyn Elektrycznych i Transformatorów Komitetu Elektrotechnicznego PAN 1978-2012
- Rada Naukowa Komitetu Energetyki PAN 1981-1984;
- Członek Stowarzyszenie Elektryków Polskich od 1963;
- Honorowy członek Oddziału Elektryków Stowarzyszenia Wychowanków Politechniki Śląskiej;
- Zasiadał w składzie sądu honorowego dla oficerów starszych WAT 1978-1980.

## Odznaczenia
- Złoty Krzyż Zasługi /1968/;
- Krzyż Kawalerski Orderu Odrodzenia Polski /1973/;
- Medal Komisji Edukacji Narodowej /1982/;
- Zasłużony Nauczyciel PRL /1986/;
- Medal "Za Szczególne Zasługi dla Rozwoju Wojskowego Szkolnictwa Zawodowego /1996/;
- nagrody rektora WAT:
  - 6 nagród indywidualnych;
  - 5 nagród zespołowych (w dwóch przypadkach Tadeusz Wróbel był kierownikiem zespołów).

## Szachy
Zainteresowanie grą w szachy zaszczepił w Tadeuszu Wróblu ojciec, po rozpoczęciu studiów należał do grona organizatorów sekcji szachowej na Politechnice Śląskiej. Następnie był współzałożycielem Sekcji Szachowej AZS Gliwice, a po przeprowadzce do Warszawy grał w drużynie Domu Wojska Polskiego i klubu szachowego w Wojskowej Akademii Technicznej.
- Osiągnięcia:
  - Drużynowy mistrz Śląska 1947, 1948;
  - Drużynowy mistrz Polski 1949;
  - II miejsce w Drużynowych Mistrzostwach Polski 1954;
  - I miejsce w Drużynowych Mistrzostwach Polski 1956.
- Nagroda:
  - Złotą Honorową Odznaką Polskiego Związku Szachowego /2011/.